# Микстура Бехтерева
«Миксту́ра Бе́хтерева» (лат. mixtura Bechtereva) — лекарственный препарат в форме микстуры, оказывающий успокаивающее действие на центральную нервную систему, умеренное противосудорожное действие, и стимулирующий сердечную деятельность. Относится к комбинированным седативным лекарственным средствам.
Предложена Владимиром Михайловичем Бехтеревым (1857—1927), выдающимся русским психиатром, невропатологом, физиологом, психологом, академиком Императорской военно-медицинской академии.

## Показания к применению
- лёгкие формы сердечной недостаточности,
- кардионеврозы,
- вегетососудистая дистония,
- эпилепсия.

## Состав
- настой травы горицвета весеннего — 6,0-180 мл;
- кодеина фосфат — 0,12 г;
- натрия бромид — 6,0 г.

Форма выпуска: во флаконах по 25 мл.

## Способ применения и дозы
Микстуру Бехтерева назначают по 1 столовой ложке 2-3 раза в день внутрь.

### Наркотические свойства при передозировках
В высоких дозах (0,1 г — 0,2 г) микстура Бехтерева, вследствие наличия в её составе кодеина, вызывает возбуждение, тошноту, чувство «тяжёлой головы», но, в отличие от морфина и опия, не оказывает снотворного эффекта. Поскольку кодеин входит в состав многих лекарственных препаратов, человек может даже не подозревать о своём пристрастии, считая, что ему для нормального самочувствия необходимо «любимое» лекарство, в то время как на самом деле у него уже развилась наркотическая зависимость.